# Wolfgang Günther (Motorsportler)
Wolfgang Günther (* 30. November 1937; † 16. April 2023 in Finsterwalde) war in der DDR ein erfolgreicher Motorsportler.

## Karriere
Der gelernte Schweißermeister und spätere Technologie-Ingenieur Günther war zunächst Rennradfahrer. 1955 stieg er auf den motorisierten Zweiradsport um und fuhr sowohl Sand- und Grasbahnrennen als auch Speedway. Nach einer mehrjährigen Pause stieg er 1974 als Mitglied beim MC Dynamo Finsterwalde in den Automobilrennsport ein. Schon ein Jahr später fuhr er in der Leistungsklasse I und wurde Fünfter in der DDR-Meisterschaft. 1976 und 1978 wurde er Dritter, 1977 gewann er den DDR-Meistertitel.
Günther war verheiratet und hatte drei Kinder: Sylvia (* 1960), Kerstin (* 1962) und Uwe (* 1966). Er starb im April 2023.